# FREM2
FREM2‏ (FRAS1 related extracellular matrix protein 2) هوَ بروتين يُشَفر بواسطة جين FREM2 في الإنسان.